# Bujnowicze
Bujnowicze (biał. Буйнавічы, Bujnawiczy; ros. Буйновичи, Bujnowiczi) – agromiasteczko na Białorusi, w obwodzie homelskim, w rejonie lelczyckim, w sielsowiecie Bujnowicze, przy drodze republikańskiej R36.

## Historia
W XIX i w początkach XX w. położone były w Rosji, w guberni mińskiej, w powiecie mozyrskim. Były wówczas siedzibą zarządu gminy Bujnowicze, znajdował się tu także majątek ziemski. W II poł. XIX w. opisywane jako leżące śród puszcz dziewiczych i błót strasznych.
Po I wojnie światowej pod administracją polską, w Zarządzie Cywilnym Ziem Wschodnich, w okręgu brzeskim, w powiecie mozyrskim, w gminie Bujnowicze. Podczas wojny polsko-bolszewickiej walczyły tu z sowietami 22 Pułk Piechoty oraz 22 Pułk Artylerii Lekkiej. 30 września 1919 poległ tu pchor. Henryk Bachrach, natomiast 20 października 1919 ppor. Michał Perzanowski.
W wyniku postanowień traktatu ryskiego znalazły się w granicach Związku Sowieckiego. Od 1991 w niepodległej Białorusi.